# Vaza noir
Coracopsis nigra
Espèce
Statut de conservation UICN

 LC  : Préoccupation mineure
Statut CITES
Le Vaza noir (Coracopsis nigra), aussi connu en tant que Perroquet noir, est une espèce d'oiseaux de la famille des Psittacidae.

## Taxonomie
Suivant les travaux de Kundu et al. (2012), la sous-espèce Coracopsis nigra barklyi est reconnue comme une espèce à part entière par la plupart des autorités taxinomiques. Elle devient l'espèce Coracopsis barklyi et reçoit le nom normalisé CINFO de Vaza des Seychelles.

### Sous-espèces
D'après la classification de référence (version 5.1, 2015) du Congrès ornithologique international, cette espèce est constituée des sous-espèces suivantes (ordre phylogénique) :
- Coracopsis nigra nigra (Shaw, 1812) de l'est de Madagascar ;
- Coracopsis nigra sibilans Milne-Edwards & Oustalet, 1885 des Comores ;
- Coracopsis nigra libs Bangs, 1927 de l'ouest et du sud de Madagascar.

## Répartition
Ce perroquet peuple Madagascar et les Comores. Il a été également introduit à Maurice (sous-espèce C. n. nigra).

## Description
Il mesure 35 à 40 cm pour une masse de 315 g (C. n. nigra) ou de 132 à 153 g (C. n. sibilans aux Seychelles). Son plumage est brun sombre avec les sous-caudales grisâtres.

## Habitat
Le Vaza noir peuple les forêts humides denses, y compris les mangroves, mais également les savanes, les forêts secondaires sèches.

## Alimentation
Il consomme des fruits, des baies, des fleurs et des graines. Il est plus frugivore que son proche parent, le Perroquet vasa.

## Nidification
Elle se déroule de novembre à janvier.

## Mouvements
Cet oiseau est sédentaire mais des mouvements diurnes, liés à la recherche de nourriture, existent.

## Référence externe
- (del) Hoyo J., Elliott A. & Sargatal J., Handbook of the Birds of the World, Volume 4, Sandgrouse to Cuckoos, BirdLife International, Lynx Edicions, Barcelona, 1997.